# Автошлях Т 1815
Автошля́х Т 1815 — автомобільний шлях територіального значення у Рівненській області. Пролягає територією Дубенського району через Дубно — Млинів — Яловичі. Загальна довжина — 29,7 км.

## Маршрут
Автошлях проходить через такі населені пункти:
| Автошлях Т 1815    |        |
| Рівненська область |        |
| Дубенський район   |        |
| Дубно              | E40М06 |
| М'ятин             |        |
| Млинів             | Т 1806 |
| Мантин             |        |
| Стоморги           |        |
| Ярославичі         |        |
| Яловичі            | Т 1813 |